# Моринці (Звенигородський район)
Мо́ринці — село в Україні, у Звенигородській міській громаді Звенигородського району Черкаської області. Село лежить за 25 км від районного центру — міста Звенигородки.
Місце народження Тараса Шевченка.

## Історія

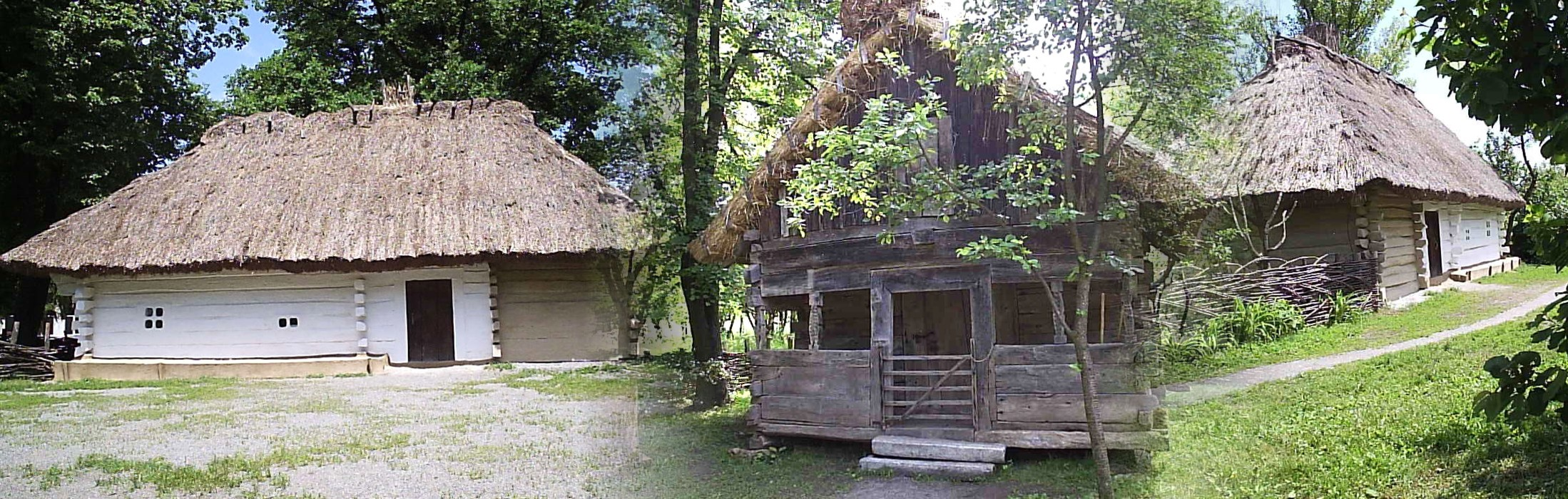
Місце народження Тараса Шевченка

На території села виявлено поселення черняхівської культури.

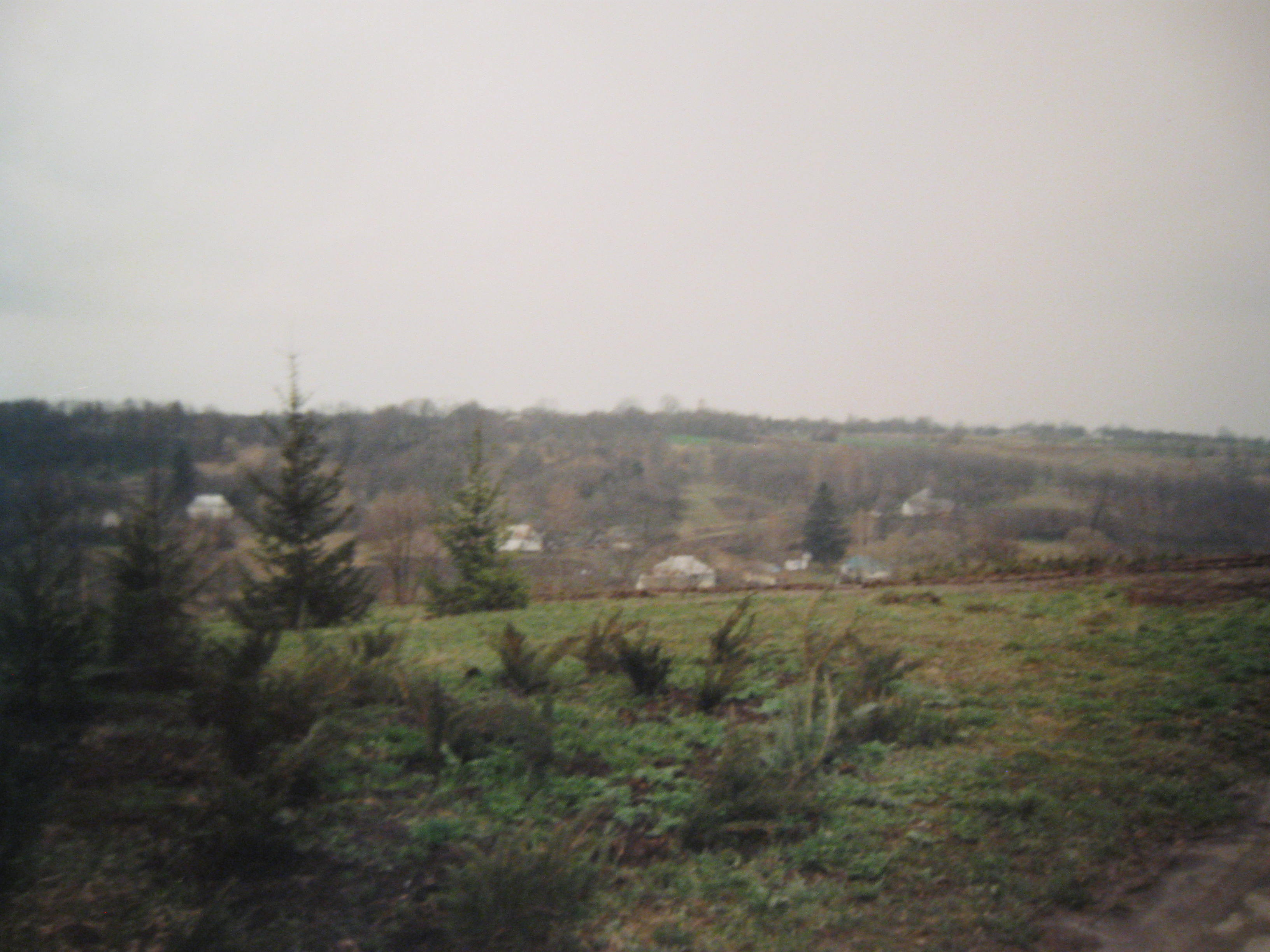
Краєвид Моринців з боку музейного комплексу

Про заснування села свідчать кілька легенд:
- перша твердить, що село назвали Моринцями тому, що першими його жителями були переселенці від моря;
- друга легенда говорить, що жителі села займалися збиранням меду диких бджіл, а для цього морили їх, від цього жителів називали морянами, а село — Моринцями;
- У третій легенді йдеться, що велика кількість перших поселенців села вимерла від чуми, яку в народі називали «мором».

Перша писемна згадка про Моринці належить до середини XVII століття. Так, у 1648 році на початку Національно-визвольної війни українського народу через Вільшану на Моринці проходив загін Максима Кривоноса чисельністю 6 тисяч козаків. Через 10 років село згадується серед маєтностей, що належали Костянтинові Виговському
У 1730 році село Моринці належало княгині Теофілі Яблоновській (1677, Львів — 1754, Теофіполь) гербу Прус III з Сенявських гербу Леліва, доньці Миколи-Єроніма Сенявського) — хорунжині коронній (тоді вдові Александера Яна Яблоновського (1671—1723), з яким уклали шлюб у 1698 році), тоді тут було 50 дворів. 
У 1794 році село успадкувала Надія Василівна Енгельгардт, дружина дійсного таємного радника сенатора кавалера Петра Олексійовича Шепелева від генерал-фельдмаршала Григорія Олексійовича Потьомкіна. Це село вона продала 5 грудня 1796 року своєму братові, дійсному таємному раднику Василю Васильовичу Енгельгардту. Коли селом володів поміщик В. Енгельгардт, у ньому проживало 1347 осіб. У 1801 році в селі було 754 чоловіки і 636 жінок.
Жителі села на той час ходили коло хліба, скотарили та чумакували. Жили в злиденних хатинах, критих соломою. За часів панування В. Енгельгардта із 169 дворів села 76 були без будь-якого «тягла». Весь час посилювався гніт селян, що викликало з їхнього боку опір. 1818 року у відповідь на відмову селян коритися наказам управителя в Моринці вступив загін солдатів. У сутичці, яка сталася між ними та кріпаками, загинуло 3 солдати та 18 селян.
У другій половині XIX століття вперше згадуються Моринці, як батьківщина Тараса Григоровича Шевченка.

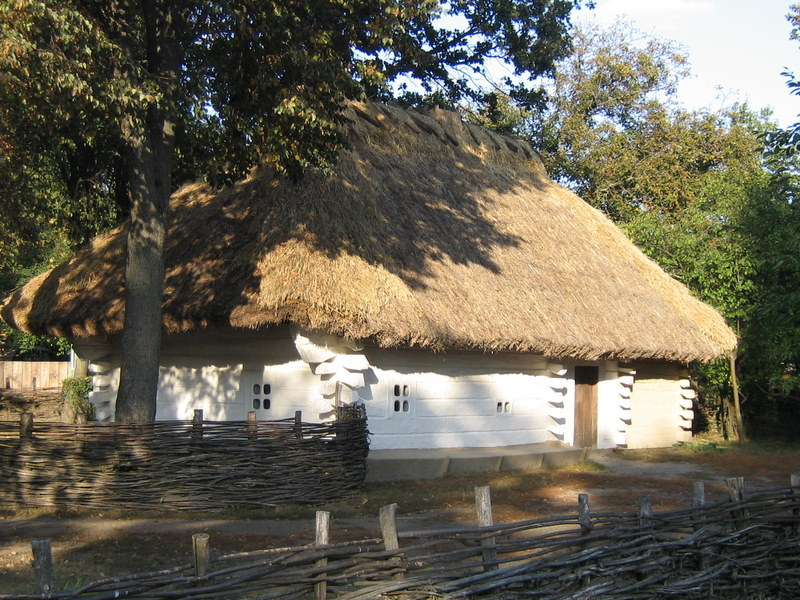
Хата Якима Бойка — діда Тараса Шевченка

У 1860 році на кошти селян у селі відкрили парафіяльну школу. Внаслідок реформи 1861 року новий власник Моринців Володислав Браницький наділив землею селян згідно встановлених державою норм: вони одержали всього 1 805 десятин землі, у тому числі 83 десятини непридатної, за яку повинні були сплачувати податок.
Здійснення реформи в Моринцях супроводжувалося заворушеннями. Селяни, очолювані Ф. Відоменком та Є. Левченком у 1862 році відмовилися сплачувати оброк і підписувати уставну грамоту. До села прибули сотня козаків і ескадрон драгунів, які заарештували керівників повстання. Спроба селян визволити їх не мала успіху. Рух був придушений, частину селян покарали різками.
У 1866 році в Моринцях мешкало 2507 осіб, налічувався 401 двір, 3434 десятини землі, з яких поміщикові належали 1577, церкві — 52,1, селянам - 1805. Це 4,5 десятини на двір. І це дуже немало.
У період з 1868 по 1890 рік у Моринцях побудували нову дерев'яну церкву, яка до нашого часу не збереглася — її знищила радянська влада у 1935 році.
У 1900 році в Моринцях набуло найбільшого розвитку гончарство. Близько 100 чоловік виготовляли гончарні вироби, які продавали в найближчих містечках.
На початку ХХ століття у Моринцях діяли церковнопарафіяльна школа і дві школи грамоти. За класні кімнати учням правили приміщення колишньої корчми і крамниці.
У 1912 році з 766 селянських господарств, які володіли 1537 десятинами землі, 125 мали до однієї, 195 — до двох, 272 — до трьох десятин землі. Одне господарство володіло 10 десятинами землі. 111 селянських господарств не мали худоби. З 890 дворів, 8 жили з гончарства, 60 — з ткацтва. 51 — з чоботарства і 5 — з ковальства.

### Період Визвольних змагань
Життя села й околиці в період національно-визвольних змагань, становлення і діяльності українських урядів, майже недосліджене. Невідомі також політичні настрої селян, їхня участь у суспільно-політичних процесах, що відбувалися в Центральній Україні. З історії села, написаної в часи радянської влади відомо, що в середині лютого 1918 року в селі оголошено радянську владу, а в березні село звільнили німецькі війська.
У листопаді 1918 року в село увійшли війська Директорії Української Народної Республіки, а в лютому 1919 року у село увійшли війська 2-ї Української радянської дивізії. У серпні 1919 року село захопили війська генерала Денікіна, які були витіснені червоноармійцями у січні 1920 року.

### Радянський період
1921 року в селі створили сільськогосподарські артілі ім. Т. Г. Шевченка і «Надія». Через рік організовали ще п'ять: «Боротьба», «Дружба», «Воля», «Жовтень» і «Серп». Перші артілі були невеликі, до їх складу входило 12 — 20 сімей.
У 1922 році в Моринцях утворили перше споживче товариство. В 1924 році у селі організували дві групи для ліквідації неписемності, хату-читальню, клуб. В 1925-му створили кредитне товариство, що надавало артілям та одноосібним господарствам кредити, постачало їм сільськогосподарський реманент, машини тощо.
На початку 1929 року сім артілей об'єдналися в одну — ім. Т. Г. Шевченка.
Село постраждало внаслідок голодоморів в 1932–1933 та 1946–1947 роках.
В 1930-му році в селі відкрилася семирічна школа, яка в 1937-му стала середньою.
У січні 1933 року на базі колгоспу ім. Т. Г. Шевченка створено дві артілі — ім. Т. Г. Шевченка та ім. Другої п'ятирічки.
В 1933 році село Моринці, як і вся Україна були охоплені голодомором. «Активісти» відібрали у селян все. Від голоду вимирали цілі сім'ї, траплялися випадки людоїдства. В 1990 році з ініціативи Товариства Української мови було створено меморіал жертвам голодомору на території старого кладовища.
В 1939 році в селі споруджено нове приміщення для середньої школи, тут же встановлено бюст роботи скульптора К. М. Терещенка. У школах села навчалося 650 учнів, працювало 25 вчителів.

### Німецько-радянська війна
Нацисти окупували село 28 липня 1941 року.
Під час війни в моринських лісах діяв радянський партизанський загін, створений 1943 року. У його складі перебували і жителі села Моринці. Після наступу нацистів 14 січня 1944 року в районі старого лісництва відбувся бій. Партизани відступили до шестиринських лісів, після чого через три дні вони з'єдналися з частинами танкової дивізії та продовжили бій. Досі в лісі збереглася хата, яка була партизанським штабом в ті часи.

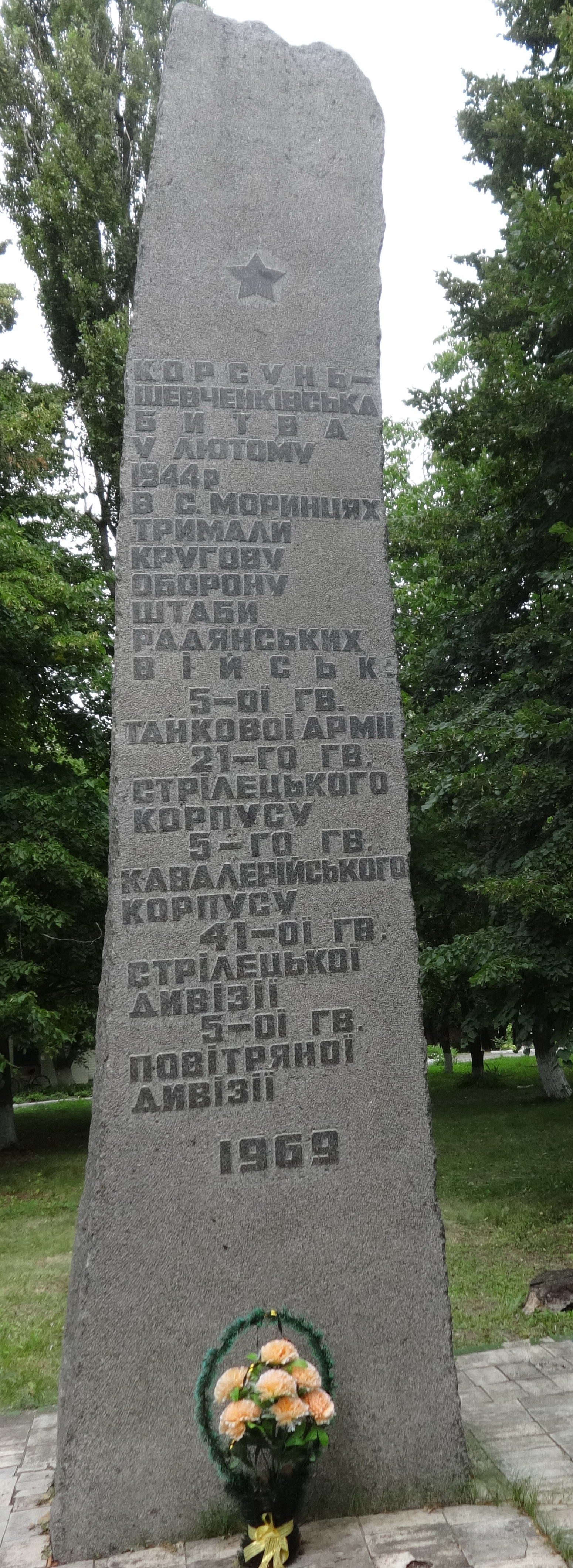
Обеліск у с. Моринці присвячений Корсунь-Шевченківській битві

Радянський Союз повернув окупаційний контроль над селом Моринці 28 січня 1944 року під час Корсунь-Шевченківської битви силами 21-й стрілецького полку 180-ї стрілецької дивізії 1-го Українського фронту. Під час битви тут розташовувався штаб генерал-полковника танкових військ П. О. Ротмістрова — командувача 5-ю гвардійською армією 2-го Українського фронту.
У роки війни на фронтах воювали понад 1000 жителів села, 386 з них загинули, 549 відзначені урядовими нагородами.
Житель села Моринці Григорій Попович за свою участь у Другій світовій війні удостоєний звання Героя Радянського Союзу.

### Повоєнні роки
У березні 1944 року почала працювати школа, сільський клуб, бібліотеки, пологовий будинок. Через деякий час відкрили лікарню.
В 1956 році в селі відкрито пам'ятник Т. Г. Шевченку.
В 1950-му артілі села об'єдналися в одну — ім. Т. Г. Шевченка. В 1960-му до нього приєднано колгосп ім. Третьої п'ятирічки села Гнильця, а в січні 1964-го — артіль ім. Жовтневої революції села Будищ (як четверту виробничу дільницю). В 1963 році колгосп ім. Т. Г. Шевченка перейменовано на «Батьківщина Шевченка». Він вирощував зернові культури — пшеницю, кукурудзу і горох, із технічних — цукрові буряки і соняшник. Допоміжними галузями були садівництво і городництво. Колгосп мав понад 300 га саду, пасіку, що налічувала 230 бджолосімей, 8 ставків площею 32 га. За колгоспом було закріплено 6 тисяч га землі, з них орної — 3,8 га. В 1972 році колгосп мав 43 трактори, 25 різних комбайнів, 35 автомашин тощо. У селі працювало три промислові підприємства. З 1959 року почав діяти цегельний завод. У 1963 р. споруджено харчкомбінат, що виробляв хліб, ковбасні вироби, коптив рибу.
Станом на 1972 рік у селі діяв палац культури з залом на 5500 місць, універмаг, продовольчі магазини, культмаг, комбінат побутового обслуговування з кравецькою і взуттєвою майстернями, фотоательє, банно-пральний комбінат, кафе, їдальня, пошта, телеграф, готель.
Медичне містечко села мало центральний корпус, амбулаторію, парк для відпочинку хворих. У лікарні працювало 50 медичних працівників. У чотирьох дитячих яслахі дитячому садку виховувалось 300 малюків. У середній і початковій школі навчалося 700 учнів, працювало 38 учителів.

### Сучасність

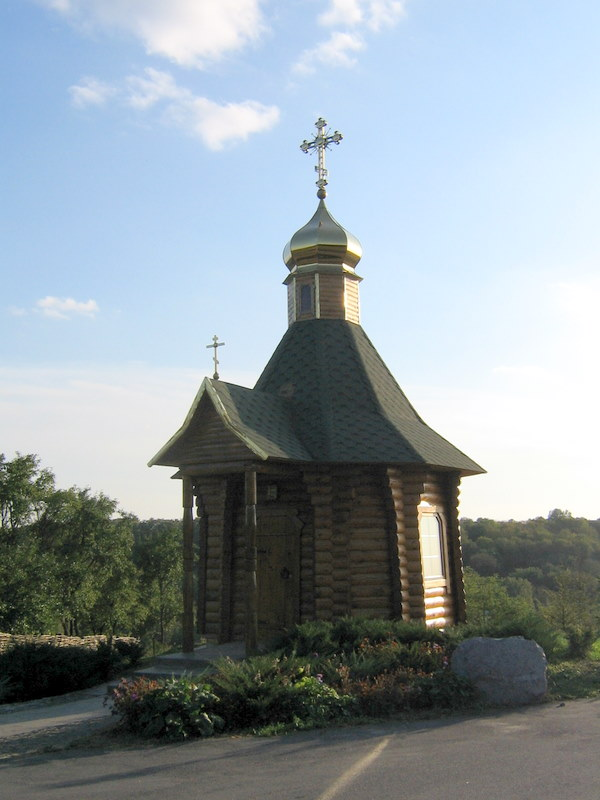
каплиця Покрови Пресвятої Богородиці Святого Тарасія

На сьогодні, після здобуття Україною Незалежності, у селі відбулося багато змін. Колгосп перетворився на підприємство з обмеженою відповідальністю, сьогодні це агрофірма «Батьківщина Шевченка», що є філією ТОВ НВФ «Урожай», з'явились приватні підприємства та магазини, частково відремонтовано старе і побудовано нове приміщення середньої школи, збудовано сучасну автозаправну станцію.
У 2005 році на території меморіалу відкрито адмінбудинок, у 2002 році на садибу Якима Бойка перенесено надвірню комору 1896 року із села Шевченкового.
У 1956 році на території садиби відкрито пам'ятник Т. Г. Шевченку (автори-скульптори: Веронський, Олійник). У 2005 році його перенесено на центральну площу села. 9 березня 2006 року у селі відкрито пам'ятник Матері Т. Г. Шевченка (скульптор В. В. Димйона). Одночасно освячено і каплицю Покрови Пресвятої Богородиці Святого Тарасія.

Погруддя Тараса Шевченка

У 1992 році Моринський музейний комплекс увійшов до складу Державного історико-культурного заповідника «Батьківщина Тараса Шевченка» (з 2006 року — Національний заповідник «Батьківщина Тараса Шевченка»).
9 березня 2008 року Президент України В. А. Ющенко разом з дружиною — пані Катериною, сином Тарасом, доньками Софією й Христиною та онуками заклав вишневий сад у Моринцях на території Національного заповідника в рамках акції Весняної толоки з озеленення та благоустрою.
З 2014 року в селі відбувається щорічний фестиваль «Ше.Fest», присвячений пам'яті Тараса Шевченка.

## Населення
Згідно з переписом УРСР 1989 року чисельність наявного населення села становила 2540 осіб, з яких 1087 чоловіків та 1453 жінки.
За переписом населення України 2001 року в селі мешкали 2103 особи.

### Мовний склад
Рідна мова населення за даними перепису 2001 року:
| Мова       | Чисельність, осіб | Доля     |
| ---------- | ----------------- | -------- |
| Українська | 2 077             | 98,76 %  |
| Російська  | 26                | 1,24 %   |
| Разом      | 2 103             | 100,00 % |

## Пам'ятки природи
- Гідрологічні заказники місцевого значення — Морин, Наливайкове, Тарасів Яр.
- Дуб Т. Г. Шевченка — ботанічна пам'ятка природи місцевого значення.

## Герб та прапор
У лазуровому полі на золотій горі стоїть кобзар у коричневій свиті, сірих шароварах, коричневих чоботях та грає на натурального кольору кобзі. Гора обтяжена шістьма зеленими й чорними листям краплевидної форми, об'єднаних попарно, розташованих віялоподібно й з'єднаних срібною ниткою, що оточує листя й утворює дуги між трьома їх парами. Щит увінчаний золотою короною, на вінці якої колоски, що чергуються з яблуневими листям. Щит обрамлений гілками натурального кольору, складеними разом: зверху лавра з червленими (червоними) плодами, у середині — дубовими з золотими жолудями й унизу — калини з кетягами червених (червоних) ягід. Гілки оповиті золотою стрічкою, на якій унизу напис блакитними літерами: «Моринці».

## Відомі люди

### Народилися
- Білоштан Андрій Порфирович (1908—1972) — мовознавець.
- Відоменко Олександр Андронікович (1931—2017) — письменник.
- Кузьменко-Волошина Валентина Федорівна (нар. 1944) — письменниця, майстриня декоративного розпису.
- Кулик Іван Онисимович (1923—1995) — український живописець.
- Самойленко Анатолій Павлович (* 1938) — український поет, прозаїк
- Самойлюк Іван Миколайович
- Шевченко Тарас Григорович (1814—1861) — український поет, художник.
- Кулик Олена Іллівна (1982) - народна артистка Моринець.

### Пов'язані з селом
- Тут жив дід по матері Тараса Шевченка Яким Бойко.
- Тут помер і був похований український поет, громадський діяч, ліквідатор аварії на ЧАЕС і дослідник голодомору в Україні 1932—1933 років Скробут Богдан Юрійович